# Andreas Nygaard
Andreas Nygaard, né le 22 novembre 1990 à Talvik, est un fondeur norvégien.

## Carrière
Membre du club Burfjord IL, il prend part aux compétitions nationales junior à partir de 2009. Il remporte sa première course FIS en novembre 2011 à Muonio dans un sprint. En 2014, il parvient à marquer des points dans la Coupe de Scandinavie, obtenant comme meilleur résultat une sixième place au sprint de Meråker. Il est présent au mois de mars au sprint classique de Drammen comptant pour la Coupe du monde. Il est aussi sixième de la Vasaloppet cet hiver.
Lors de la saison 2016-2017, il remporte ses premières victoires dans le circuit de ski de marathon Ski Classics, à la Vasaloppet China et la Kaiser Maximilian Lauf. Il est deuxième de la Vasaloppet et de la course Ylläs–Levi.
Au mois d'avril 2017, il est vainqueur au sprint de la plus longue course du monde (220 km), la Nordenskiöldsloppet.
Il rencontre encore plus de succès en 2017-2018, gagnant La Sgambeda, la Birkebeinerrennet, Ylläs-Levi et surtout la Vasaloppet pour la première fois. Il est deuxième du classement de Ski Clasics cet hiver.
En 2018-2019, il sort vainqueur de La Diagonela, la Jizerská padesátka et Ylläs-Levi et deuxième de la Marcialonga et la Birkebeinerrennet. Il finit en tête du classement de Ski Classics. Il conserve son titre en 2020, gagnant Toblach-Cortina et Jizerská padesátka.

## Victoires dans le circuit Ski Clasics
| N° | Date             | Pays     | Course                 | Format          |
| -- | ---------------- | -------- | ---------------------- | --------------- |
| 1  | 4 janvier 2017   | Chine    | Vasaloppet China       | 50 km classique |
| 2  | 14 janvier 2017  | Autriche | Kaiser-Maximilian-Lauf | 60 km classique |
| 3  | 2 décembre 2017  | Italie   | La Sgambeda            | 35 km classique |
| 4  | 4 mars 2018      | Suède    | Vasaloppet             | 90 km classique |
| 5  | 17 mars 2018     | Norvège  | Birkebeinerrennet      | 54 km classique |
| 6  | 14 avril 2018    | Finlande | Ylläs–Levi             | 70 km classique |
| 7  | 19 janvier 2019  | Suisse   | La Diagonela           | 65 km classique |
| 8  | 10 février 2019  | Tchéquie | Jizerská padesátka     | 50 km classique |
| 9  | 13 avril 2019    | Finlande | Ylläs–Levi             | 70 km classique |
| 10 | 1er février 2020 | Italie   | Toblach–Cortina        | 42 km classique |
| 11 | 9 février 2020   | Tchéquie | Jizerská padesátka     | 50 km classique |